# Claes Sandgren
Claes Sandgren, född 15 januari 1945, är en svensk jurist.
Claes Sandgren har bland annat varit professor i civilrätt på Umeå universitet och Stockholms universitet.
Han har varit ledamot av Internationella Juristkommissionen i Genève och ordförande i styrelsen för Institutet mot mutor 2008–2014.